# 1912-es magyar asztalitenisz-bajnokság
Az 1912-es magyar asztalitenisz-bajnokság a nyolcadik magyar bajnokság volt. A bajnokságot április 5. és 10. között rendezték meg Budapesten, az MTK rendezésében.

## Eredmények
| Versenyszám  | Arany                              | Arany | Ezüst                                | Ezüst | Bronz                         | Bronz |
| ------------ | ---------------------------------- | ----- | ------------------------------------ | ----- | ----------------------------- | ----- |
| Férfi egyéni | Pécsi Dániel MTK                   |       | Mechlovits Ármin MTK                 |       | Székely Zoltán MTK            |       |
| Férfi páros  | Székely Zoltán, Nádasi Gusztáv MTK |       | Mechlovits Ármin, Kelemen Ferenc MTK |       | Biener Ernő, Márkus Ervin MTK |       |